# جامعة أندرسون (كارولاينا الجنوبية)
جامعة اندرسون (بالإنجليزية: Anderson University)‏ هي جامعة معمدانية خاصة في أندرسون، ولاية كارولينا الجنوبية. تقدم الجامعة درجات البكالوريوس والماجستير والدكتوراه في حوالي 78 مجالًا من مجالات الدراسة. تنتمي أندرسون إلى مؤتمر ساوث كارولينا المعمداني وهي معتمدة كمؤسسة من المستوى الخامس من قبل لجنة كليات الرابطة الجنوبية للكليات والمدارس.  تشارك أندرسون في ألعاب القوى ان سي أي أي الشعبة الثانية، وهي عضو في مؤتمر جنوب المحيط الأطلسي.
كانت أندرسون هي الجامعة التاسعة عشر الأسرع نمواً في الولايات المتحدة من عام 2006 إلى عام 2016م، أي أكثر من الضعف في تسجيلها خلال العقد.
أعيد تأسيسها عام 1911م لتصبح كلية أندرسون، وكانت الخليفة المباشر والوحيد لجامعة جونسون، التي تأسست عام 1848م من قبل القادة المعمدانيين المحليين. كانت أندرسون في البداية كلية للإناث حتى عام 1931م عندما أصبحت مختلطة، وفي عام 2006 أعيد تصميمها بمسمى جامعة أندرسون. وهي تتألف من ثماني كليات ومدارس متميزة: مدرسة ساوث كارولينا للفنون، ومدرسة كلامب ديفينيتي، والفنون والعلوم، والأعمال التجارية، والدراسات المسيحية، والتعليم، والمهن الصحية، والتصميم الداخلي، والخدمة العامة والإدارة العامة.

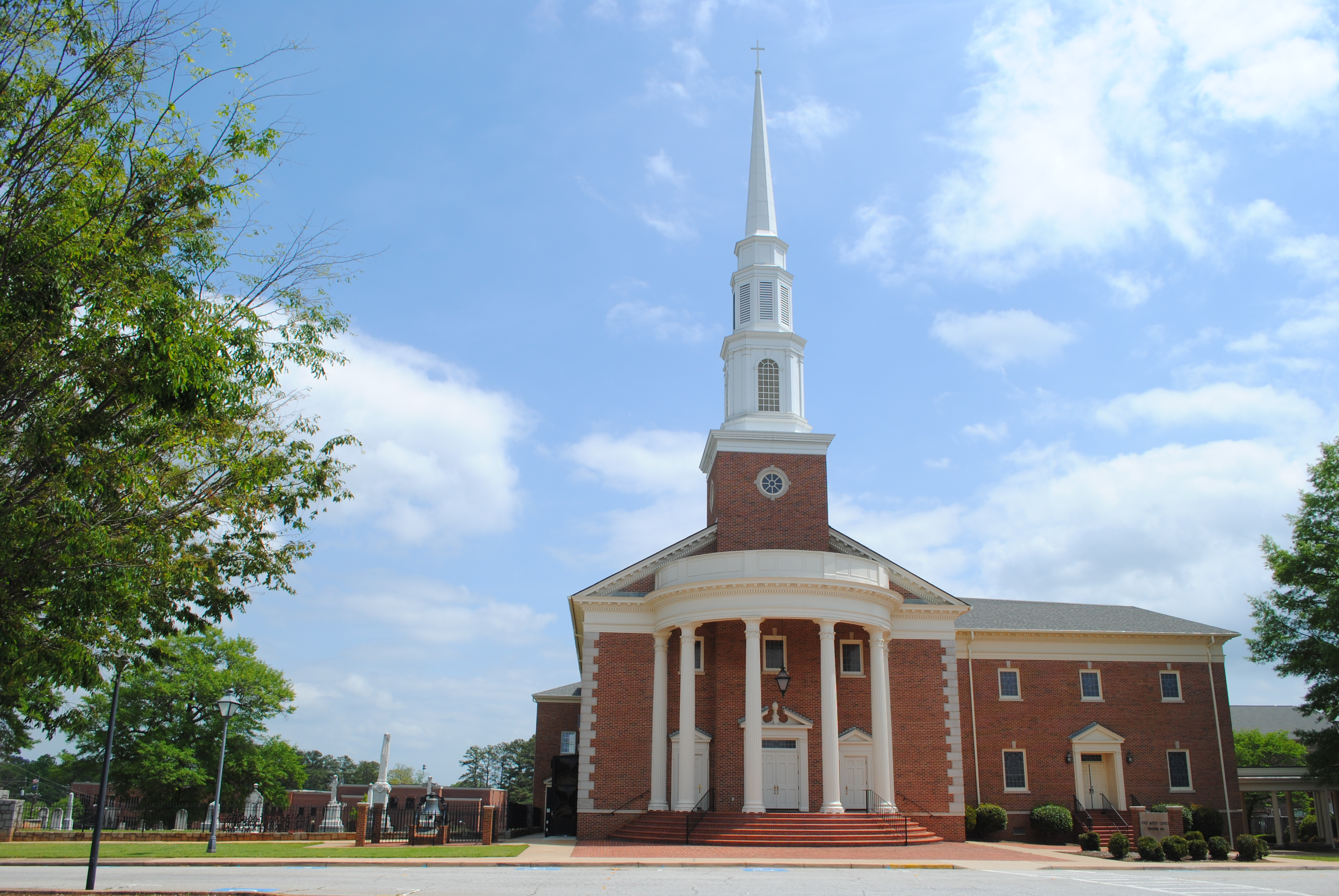
تأسست مدرسة جونسون للإناث في عام 1848 في موقع اليوم للكنيسة المعمدانية الأولى في أندرسون والتي هي أيضًا تابعة لجامعة أندرسون

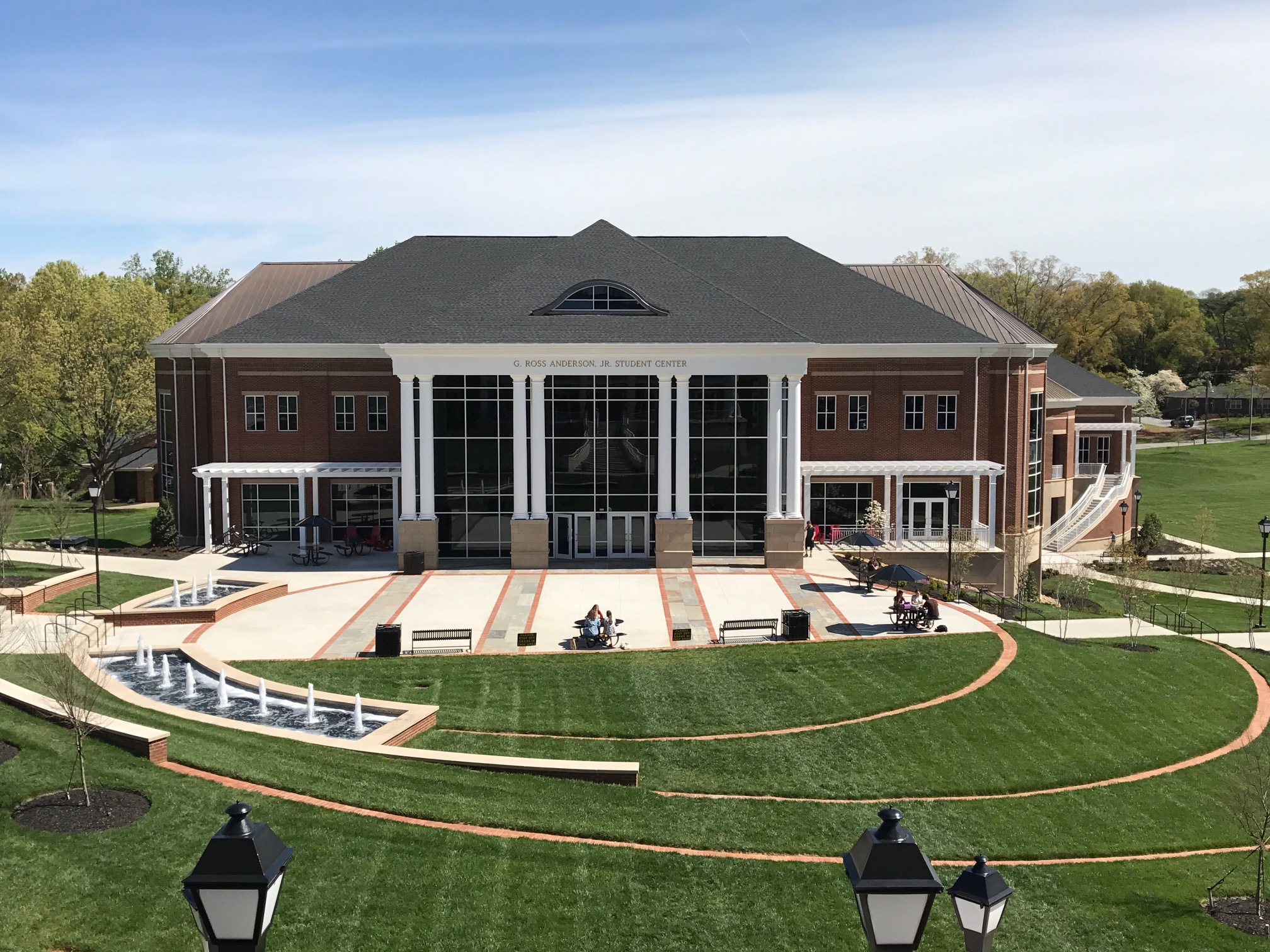
ج. روس أندرسون جونيور مركز الطلاب

## مدرسة أبل المتميزة
أطلقت جامعة أندرسون في عام 2011 مبادرة تسمى مبادرة التعلم المحمول والتي حصلت على تقدير ثلاث مرات من شركة أبل. مدارس أبل المتميزة هي مراكز القيادة والتميز التعليمي التي تبرز رؤية أبل للتعلم والتكنولوجيا. تعتبر آبل هذه المدارس من أكثر المدارس ابتكارًا في العالم.
تعد تقنية أبل جزءًا من نسيج تجربة التعلم بجامعة أندرسون. يستخدم طلاب الكيمياء والبيولوجيا والكيمياء الحيوية المجاهر الرقمية وإنتاج الوسائط. في قسم الترميز وتطوير التطبيقات الذي طور مع أبل، تستخدم فرق الطلاب سويفت وإكس كود لتطوير التطبيقات التي تساعد على حل مشكلات العالم الحقيقي. يستخدم طلاب التمريض أجهزة آيباد لتلقي تقييمات الأداء من أعضاء هيئة التدريس واستكشاف علم التشريح البشري من خلال الواقع المعزز. ويعتمد طلاب برنامج تمريض الدراسات العليا على تطبيقات أيباد لتقديم دراسات الحالة القائمة على الأدلة ومحاكاة الفيديو وأشكال التقييم التفاعلية.

## أكاديميات

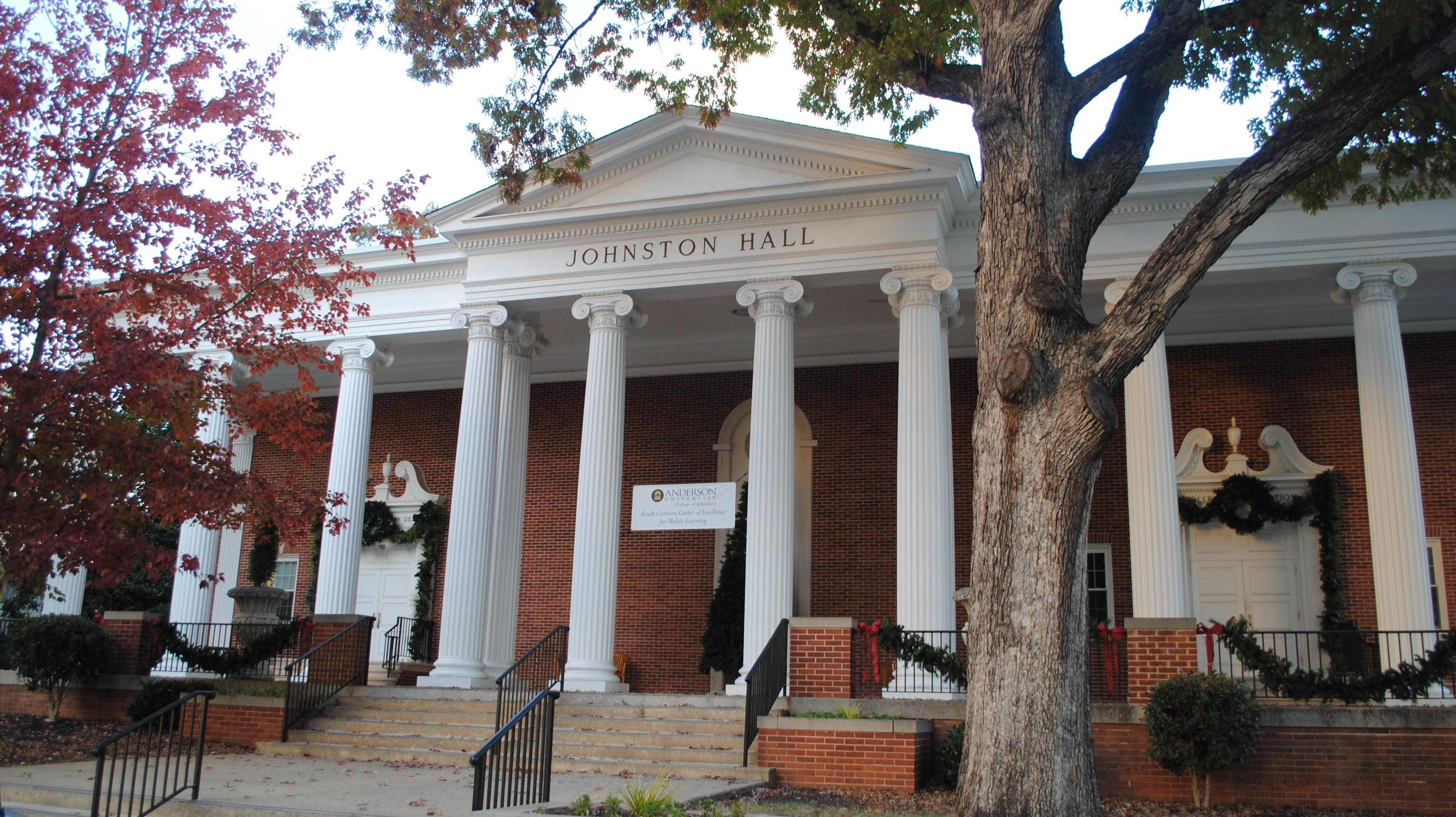
جونستون هول

تتألف من الكليات والمدارس والمراكز الآتية:

### كلية الدراسات المسيحية
- توماس سي ألكساندر، عضو مجلس الشيوخ عن ولاية كارولينا الجنوبية، ورئيس اللجنة العامة لمجلس الشيوخ
- جيمس لي باريت، الكاتب الحائز على جائزة توني
- تري بريتون، لاعب كرة سلة محترف
- تيموثي م. كين، قاضي المقاطعة في محكمة الولايات المتحدة المحلية لمقاطعة ساوث كارولينا
- لي كابيلينو، مغني في فرقة الموسيقى المسيحية المعاصرة بوينت اوف قريس
- جون هوك هويل، الابن، ممثل، كاتب سيناريو، منتج
- سو مونك كيد، مؤلف كتاب مجلة نيويورك تايمز ذائع الصيت بعنوان ذي سيكريت لايف اوف بيس و ذي ميريميند تشير واختراع الأجنحة
- آدم ميناروفيتش، المخرج والممثل
- روب ستانيفر، لاعب البيسبول الرئيسي السابق في فلوريدا مارلينز وبوسطن ريد سوكس وهيروشيما تويو كارب
- إرسكين توماسون، لاعب البيسبول الرئيسي السابق في فيلادلفيا فيليز
- جيمس مايكل تايلر، الممثل
- أيه جيه ستايلز، النجم المصارع في WWE

## وصلات خارجية
- الموقع الرسمي
- الموقع الرسمي للألعاب الرياضية